# Qatar aux Jeux paralympiques d'été de 2016
Le Qatar participe aux Jeux paralympiques d'été de 2016 (du 7 au 18 septembre) à Rio de Janeiro. Le pays sera représenté par trois athlètes, concourant tous aux épreuves d'athlétisme. Pour la première fois en six participations, la délégation qatarie ne sera plus constituée uniquement d'athlètes masculins. 
Le Qatar avait été candidat malheureux à l'organisation des Jeux paralympiques et olympiques de 2016.

## Athlètes engagés

### Athlétisme
Abdulrahman Abdulqadir Abdulrahman prendra part aux épreuves de lancer de javelot et de lancer de poids hommes, dans la catégorie F34 (fauteuil roulant, handicap neurologique). Sara Hamdi Masoud, première femme à représenter le Qatar aux Jeux paralympiques, prendra part au lancer de poids dans la catégorie F33 (fauteuil roulant, quadriplégie). Mohammed Rashid al-Kubaisi concourra à l'épreuve du 100 mètres hommes en fauteuil roulant (T33).